# Vladimir Radović
 (novembre 2023).
Si vous disposez d'ouvrages ou d'articles de référence ou si vous connaissez des sites web de qualité traitant du thème abordé ici, merci de compléter l'article en donnant les références utiles à sa vérifiabilité et en les liant à la section « Notes et références ».
Vladimir Radović est un joueur serbe de volley-ball né le 17 mai 1976. Il mesure 2,00 m et joue central.

## Clubs
- 2005-2006 à 2009-2010 : Saint-Brieuc CAVB (France)